# Харагун-Саранка
Харагун-Саранка — упразднённое село в Хилокском районе Забайкальского края России. Входило в Сельское поселение «Харагунское».

## География
Расположено к юго-западу от села Харагун, расположенном на правобережье реки Хилок (в 2 км от главного русла), на Транссибирской магистрали, в 59 км к северо-востоку от районного центра — города Хилок.

## Население
| 2021 |
| ---- |
| 2    |

## История
Решение образовать новый населённыё пункт путём выделения из села Харагун было принято Законом Забайкальского края от 5 мая 2014 года. Присвоение наименования селу на федеральном уровне было осуществлено Распоряжением Правительства Российской Федерации от 13 мая 2016 г. N 900-р.
Законом Забайкальского края от 27 декабря 2023 года село было упразднено и возвращено в черту села Харагун.